# Temporada 1975-76 de los Golden State Warriors
La temporada 1975-76 fue la trigésima de los Warriors en la NBA, y la decimocuarta en el Área de la Bahía de San Francisco, a donde llegaron procedentes de Filadelfia, y la quinta en la ciudad de Oakland con la denominación de Golden State Warriors. La temporada regular acabó con 59 victorias y 23 derrotas, acabando en la primera posición de la Conferencia Oeste, clasificándose para los playoffs, en los que cayeron en las finales de conferencia ante Phoenix Suns.

## Elecciones en elDraft
| Ronda | Puesto | Jugador         | Posición | Nacionalidad   | Universidad         |
| ----- | ------ | --------------- | -------- | -------------- | ------------------- |
| 1     | 14     | Joe Bryant      | Al-Pívot | Estados Unidos | La Salle            |
| 2     | 20     | Gus Williams    | Base     | Estados Unidos | Southern California |
| 3     | 51     | Bubbles Hawkins | Escolta  | Estados Unidos | Illinois State      |

## Temporada regular
| División Pacífico       | División Pacífico | División Pacífico | División Pacífico | División Pacífico | División Pacífico | División Pacífico | División Pacífico | División Pacífico |
| Equipo                  | G                 | P                 | %                 | PD                | Casa              | Fuera             | Div               |                   |
| ----------------------- | ----------------- | ----------------- | ----------------- | ----------------- | ----------------- | ----------------- | ----------------- | ----------------- |
| y-Golden State Warriors | 59                | 23                | .720              | –                 | 36–5              | 23–18             | 17–9              |                   |
| x-Seattle SuperSonics   | 43                | 39                | .524              | 16                | 31–10             | 12–29             | 12–14             |                   |
| x-Phoenix Suns          | 42                | 40                | .512              | 17                | 27–14             | 15–26             | 15–11             |                   |
| Los Angeles Lakers      | 40                | 42                | .488              | 19                | 31–11             | 9–31              | 10–16             |                   |
| Portland Trail Blazers  | 37                | 45                | .451              | 22                | 25–15             | 12–30             | 11–15             |                   |

## Playoffs

### Semifinales de Conferencia
Golden State Warriors vs. Detroit Pistons 
| Fecha       | Partido                                        | Ciudad  |
| ----------- | ---------------------------------------------- | ------- |
| 20 de abril | Golden State Warriors 127, Detroit Pistons 103 | Oakland |
| 22 de abril | Golden State Warriors 111, Detroit Pistons 123 | Oakland |
| 24 de abril | Detroit Pistons 96, Golden State Warriors 113  | Detroit |
| 26 de abril | Detroit Pistons 106, Golden State Warriors 102 | Detroit |
| 28 de abril | Golden State Warriors 128, Detroit Pistons 109 | Oakland |
| 30 de abril | Detroit Pistons 116, Golden State Warriors 118 | Detroit |
|             | Golden State Warriors gana las series 4-2      |         |

### Finales de Conferencia
Golden State Warriors vs. Phoenix Suns 
| Fecha      | Partido                                     | Ciudad  |
| ---------- | ------------------------------------------- | ------- |
| 2 de mayo  | Golden State Warriors 128, Phoenix Suns 99  | Oakland |
| 5 de mayo  | Golden State Warriors 101, Phoenix Suns 108 | Oakland |
| 7 de mayo  | Phoenix Suns 99, Golden State Warriors 101  | Phoenix |
| 9 de mayo  | Phoenix Suns 133, Golden State Warriors 129 | Phoenix |
| 12 de mayo | Golden State Warriors 111, Phoenix Suns 95  | Oakland |
| 14 de mayo | Phoenix Suns 105, Golden State Warriors 104 | Phoenix |
| 16 de mayo | Golden State Warriors 86, Phoenix Suns 94   | Oakland |
|            | Phoenix Suns gana las series 4-3            |         |

## Estadísticas
| Rk | Jugador         | Edad | P  | PT | MP   | TC  | TCI  | %TC  | TL  | TLI | %TL  | RO  | RD  | RT  | AS  | RB  | TAP | BP | FP  | PTS  |
| -- | --------------- | ---- | -- | -- | ---- | --- | ---- | ---- | --- | --- | ---- | --- | --- | --- | --- | --- | --- | -- | --- | ---- |
| 1  | Rick Barry      | 31   | 81 |    | 38.5 | 8.7 | 20.0 | .435 | 3.5 | 3.8 | .923 | 0.9 | 5.2 | 6.1 | 6.1 | 2.5 | 0.3 |    | 2.7 | 21.0 |
| 2  | Phil Smith      | 23   | 82 |    | 34.1 | 8.0 | 16.9 | .477 | 3.9 | 5.0 | .788 | 1.6 | 3.0 | 4.6 | 4.4 | 1.3 | 0.2 |    | 2.7 | 20.0 |
| 3  | Jamaal Wilkes   | 22   | 82 |    | 33.1 | 7.5 | 16.3 | .463 | 2.8 | 3.6 | .772 | 2.4 | 6.4 | 8.8 | 2.0 | 1.2 | 0.4 |    | 2.7 | 17.8 |
| 4  | Clifford Ray    | 27   | 82 |    | 26.6 | 2.6 | 4.9  | .525 | 1.7 | 2.8 | .609 | 3.3 | 6.2 | 9.5 | 1.8 | 1.0 | 1.0 |    | 3.0 | 6.9  |
| 5  | Gus Williams    | 22   | 77 |    | 22.4 | 4.7 | 11.1 | .428 | 2.2 | 3.0 | .742 | 0.8 | 1.3 | 2.1 | 3.1 | 1.8 | 0.3 |    | 1.9 | 11.7 |
| 6  | George Johnson  | 27   | 82 |    | 21.3 | 2.0 | 4.2  | .484 | 0.9 | 1.3 | .673 | 2.4 | 5.2 | 7.6 | 1.0 | 0.6 | 2.1 |    | 3.4 | 4.9  |
| 7  | Charles Johnson | 26   | 81 |    | 19.1 | 4.2 | 9.0  | .467 | 0.7 | 1.0 | .759 | 1.0 | 1.5 | 2.5 | 1.5 | 1.2 | 0.1 |    | 2.2 | 9.2  |
| 8  | Charles Dudley  | 25   | 82 |    | 17.8 | 2.2 | 4.2  | .528 | 1.9 | 3.0 | .641 | 1.4 | 1.9 | 3.3 | 2.9 | 0.9 | 0.0 |    | 2.1 | 6.4  |
| 9  | Derrek Dickey   | 24   | 79 |    | 15.3 | 2.8 | 6.0  | .465 | 0.8 | 1.0 | .785 | 1.4 | 3.0 | 4.4 | 1.1 | 0.3 | 0.1 |    | 1.8 | 6.4  |
| 10 | Dwight Davis    | 26   | 72 |    | 12.0 | 1.5 | 3.7  | .413 | 1.1 | 1.6 | .690 | 1.2 | 1.9 | 3.1 | 0.6 | 0.3 | 0.4 |    | 2.0 | 4.2  |
| 11 | Jeff Mullins    | 33   | 29 |    | 10.7 | 2.0 | 4.1  | .483 | 0.8 | 1.0 | .793 | 0.4 | 0.7 | 1.1 | 1.3 | 0.5 | 0.0 |    | 1.2 | 4.8  |
| 12 | Bubbles Hawkins | 21   | 32 |    | 4.8  | 1.7 | 3.3  | .510 | 0.6 | 1.0 | .645 | 0.5 | 0.4 | 0.9 | 0.5 | 0.3 | 0.3 |    | 1.0 | 3.9  |

## Galardones y récords
| Jugador      | Galardón                                                            |
| Rick Barry   | Mejor quinteto de la NBA All-Star                                   |
| Phil Smith   | 2.º Mejor quinteto de la NBA 2.º Mejor quinteto defensivo de la NBA |
| Gus Williams | Mejor quinteto de rookies de la NBA                                 |